# Everards Brewery Ltd
Everards Brewery Ltd, bryggeri i Narborough, Leicestershire, Storbritannien. Bryggeriet invigdes 1849. 

## Exempel på varumärken
- Beacon Bitter
- Tiger Best Bitter
- Original